# 楊屋村 (荃灣區)
22°22′19″N 114°07′32″E / 22.37187°N 114.125682°E
楊屋村（英語：Yeung Uk Tsuen）或楊屋新村（英語：Yeung Uk San Tsuen）是一條位於香港荃灣區大窩口地區的鄉村，為一客家原居民村落。

## 行政區劃
楊屋村是新界小型屋宇政策下其中一條認可鄉村。

## 歷史
楊屋村與鄰近的河背村和關門口村一樣，均為重置鄉村（resite village）。
該村原址位於荃灣楊屋道旁，後來為配合政府發展荃灣新市鎮，而遷至國瑞路對上山邊。

## 外部連結
- 居民代表選舉楊屋（荃灣）的劃定現有鄉村範圍（2019至2022年） （页面存档备份，存于）